# Computer Bild Spiele
Die Computer Bild Spiele (kurz CBS) war von 3. November 1999 bis zum 7. August 2019 eine deutsche Schwesterzeitschrift der Computer Bild. Sie wurde von der Axel Springer SE mit einem Einführungspreis von 2,- DM und einer 256-seitigen Erstausgabe auf den Markt gebracht und anschließend normalerweise monatlich zum ersten Mittwoch des Monats herausgegeben. Die Computerspielezeitschrift berichtete über aktuelle Spiele für Computer, Spielekonsolen und mobile Endgeräte. Die CBS verstand sich selbst als Multiplattform-Zeitschrift.

## Geschichte
Die Computer Bild Spiele wandte sich wie ihre Schwesterzeitschrift Computer Bild hauptsächlich an Computer-Anfänger. Wurden in den ersten Jahren noch ausschließlich selbst kreierte Wortkonstrukte (wie „Spieleverbesserungsprogramm“ statt Patch) verwendet, ist man dazu übergegangen, auch vermehrt geläufige „Fachbegriffe“ (Cheats, Patch, Add-On etc.) zu verwenden und in der Service-Rubrik zu erläutern. In jeder Ausgabe waren zudem Artikel zu allgemeinen Themen wie: „Wie installiere ich ein Spiel?“ u. ä. enthalten. Außerdem war in jeder Ausgabe ein „Testspiegel“ enthalten, in dem die Wertungen des Magazins mit der anderer verglichen wurden.
Ab 2018 war Dirk Kuchel Chefredakteur. Von 2012 bis 2017 war Axel Telzerow Chefredakteur von Computer Bild Spiele und nach dem Abgang von Kai Diekmann im Jahr 2017 auch Herausgeber. Chefredakteur war bis 2012 Hans Martin Burr (auch Chefredakteur von Computer Bild), der die Position im Jahr 2009 von Frank Surholt (ab 2003) übernahm. Der erste Chefredakteur von 1999 bis 2003 war Harald Kuppek, der gleichzeitig auch Chefredakteur von Computer Bild war. Herausgeber der CBS war bis 2016 Kai Diekmann, der ehemalige Chefredakteur von Bild.
In den ersten Jahren ihres Bestehens testete die CBS nur Spiele, die von der USK für bis zu 16-Jährige empfohlen wurden. Nach Einführung der bindenden gesetzlichen Altersgrenzen für Computerspiele war die CBS dazu übergegangen, auch Spiele zu testen, die „keine Jugendfreigabe“ haben und nur an über 18-Jährige verkauft werden dürfen. Eine Ausnahme machte die Redaktion z. B. bei Doom 3. Der damalige Chefredakteur Frank Surholt lehnte einen Test des Spiels wegen teilweise exzessiver Gewaltdarstellungen ab.
Mit der Ausgabe 3/2008 erfolgte, anlässlich der 100. Ausgabe, ein Relaunch, in dem beispielsweise das Wertungssystem umfangreich verändert wurde.
Nachdem die Auflagenzahl immer weiter sank, entschied der Verlag die Einstellung der Print-Ausgabe der Zeitschrift mit der Ausgabe 9/2019. und im August 2019 zum letzten Mal erscheint. Die Redaktion soll nur noch für die Internetseite computerbild.de journalistisch im Computerspielebereich tätig sein.

## Ausgabearten
- Computer Bild Spiele Konsolen-Spezial
- Computer Bild Spiele Silber-Edition (mit 1 DVD), ab Ausgabe 11/2014 ohne Datenträger
- Computer Bild Spiele Gold-Edition (mit 2 DVDs), ab Ausgabe 03/2019 mit Code zur Freischaltung von Downloads anstatt Datenträgern[8]
- Computer Bild Spiele iPad-Edition (mit extra Spiel fürs iPad)

Die CD-ROM-Version wurde ab der Ausgabe 8/2007 auf Grund der veralteten Technik eingestellt.
Ab der Ausgabe 3/2011 gab es neben der Gold-Edition und der Silber-Edition auch eine Ausgabe ohne DVD, die stattdessen ein kleines Konsolen-Spezial enthält. Diese Ausgabe war jedoch, vom Konsolen-Sonderteil abgesehen, mit den anderen beiden Editionen identisch.
Ab der Ausgabe 6/2011 gab es neben der Gold-Edition, der Silber-Edition und der Konsolen-Spezial-Edition auch eine iPad-Edition, die den Heftinhalt einer Gold-Edition hat. Es gab neben den normalen Spielen auch ein extra Spiel für das iPad.

## Inhalt
In der Computer Bild Spiele wurden Neuerscheinungen getestet, Spiele und auch die neueste Hardware.

### Zeitschrift
Die Hauptkategorien der gedruckten Ausgabe der Computer Bild Spiele waren:
- Brandaktuell: Berichte über Neuheiten aus der Computer- und Spielebranche.
- Spieletests: Tests und Vorstellung neuer Spiele.
- Günstige Spiele: Vorstellung günstiger Spiele (oft ältere Titel).
- Spieletricks: Hilfestellungen und Cheats zu neuen Spielen.
- Hardware: Test von Druckern, Bildschirmen etc.
- Ratgeber: Allgemeine Ratschläge. Unter dieser Rubrik findet sich zudem das Thema „So installieren Sie ein Spiel“.
- Profi-Ecke: Anleitungen z. B. zum Zusammenbau von Computern oder Konfiguration für DSL.
- Service: Gewinnspiele, Leserbriefe und Rechtsfragen an einen Anwalt.
- Die Letzte Seite: Vorschau auf die nächste Ausgabe und Impressum

### Heft-DVDs
Auf den DVDs fanden sich verschiedene Vollversionen von Spielen. Diese setzten sich in der Regel aus mindestens einem oder zwei ehemaligen Vollpreisspielen und einer Auswahl von billigeren Casual Games, quelloffenen Spielen oder leicht veränderter Shareware zusammen. Häufig wurden sie zusammengefasst als „Vollversionen“ beworben, ohne den Käufer genauer über deren Lizenzierung, beispielsweise als Freeware oder auch kopiergeschützte Software, aufzuklären. Ergänzt wurden diese durch eine wechselnde Anzahl von Test- und Demoversionen. Unter den Vollversionen befanden sich dabei eine Reihe bekannter Titel, so etwa:
- Tomb Raider 2 (8/2001)
- Tomb Raider III (11/2002)
- Turok 2: Seeds of Evil (4/2003)
- Ground Control (6/2003)
- Driver (7/2004)
- Age of Empires (8/2004)
- Die Siedler IV (1/2005)
- Driver 3 (12/2006)
- Age of Mythology (1/2009)
- Die Gilde 2 (10/2009)
- Tomb Raider: Legend (12/2009)
- Prince of Persia: The Two Thrones (1/2010)
- Tales of Monkey Island (5/2012)
- Anno 1701 (1/2013)
- The Elder Scrolls IV: Oblivion (4/2014)

Weiterhin befanden sich auf den DVDs Spieletrailer sowie aktuelle Treiber und andere Software wie Firewalls und Anti-Viren-Software. Die DVD-Ausgabe, die mit Ausgabe 08/2007 die CD-Ausgabe endgültig ablöste, enthielt deutlich mehr Vollversionen bzw. Shareware und Spieletrailer als ihre Vorgänger. Besonders attraktive Vollversionen befanden sich in den Ausgaben mit „Gold-DVD“.
Zuletzt wurde für die attraktiveren Vollversionen ein Registriercode von der CBS-Website benötigt, der nur begrenzte Zeit und nur in begrenzter Menge verfügbar war.
Mit der Ausgabe 03/2019 sind die DVDs komplett entfallen. Sämtliche Vollversionen mussten per Registriercode auf der Website freigeschaltet werden. Je nach Spiel erhielt man auf der Website einen Download-Link oder einen Registriercode, mit dem eine Freischaltung des Spiels auf einer Plattform wie Steam oder Uplay möglich war.

## Wertungssystem
Für die Spieletests wurde ein Bewertungssystem aus zahlreichen prozentual gewichteten Einzelnoten verwendet. Die Einzelnoten wurden wiederum als Zwischennoten angegeben, aus denen sich abschließend das Testergebnis zwischen Note „1“ und „6“ berechnet. Für alle getesteten Spiele (unabhängig von der Plattform) wurden 70 % der Gesamtnote aus einer Spielspaßwertung errechnet. Darin flossen Bewertungskriterien wie:
- Spieleinstieg
- Faszination der Spielwelt
- Grafik
- Sound

und andere (geringfügig) gewichtete Kriterien ein.
30 % der Bewertung ergab sich aus einer Funktionsprüfung mit 25 PC-Konfigurationen (bei PC-Spielen). Dabei gingen nur die Konfigurationen in die Wertung ein, die mindestens der vom Hersteller beschriebenen Mindestanforderung entsprachen. Hinzu kam bei PC-Spielen die Bewertung der Einstellmöglichkeiten und anderen (geringfügig) gewichteten Kriterien, wie Speicherfunktion, Sprache oder Service. Bei Konsolenspielen wurde gleichrangiger Wert auf Einstellmöglichkeiten (Buttonbelegung, Schwierigkeitsgrad etc.) und Spielstandsspeicherung gelegt.

## Auflage
Die verkaufte Auflage sank von 699.346 Exemplaren im ersten Quartal 2000 auf 27.846 Exemplare im ersten Quartal 2019, ein Minus von 96 Prozent.
| 1998 | 1999 | 2000   | 2001   | 2002   | 2003   | 2004   | 2005   | 2006   | 2007   | 2008   | 2009   | 2010   | 2011   | 2012   | 2013   | 2014  | 2015  | 2016  | 2017  | 2018  | 2019 | 2020 | 2021 | 2022 | 2023 | 2024 |
| ---- | ---- | ------ | ------ | ------ | ------ | ------ | ------ | ------ | ------ | ------ | ------ | ------ | ------ | ------ | ------ | ----- | ----- | ----- | ----- | ----- | ---- | ---- | ---- | ---- | ---- | ---- |
|      |      | 550857 | 647098 | 736077 | 612288 | 636763 | 519619 | 455517 | 329915 | 286019 | 274451 | 216614 | 178811 | 142646 | 101825 | 86197 | 60104 | 40021 | 21695 | 28057 |      |      |      |      |      |      |

| 1998 | 1999 | 2000 | 2001  | 2002  | 2003  | 2004  | 2005  | 2006  | 2007  | 2008  | 2009  | 2010  | 2011  | 2012  | 2013  | 2014  | 2015  | 2016  | 2017  | 2018  | 2019 | 2020 | 2021 | 2022 | 2023 | 2024 |
| ---- | ---- | ---- | ----- | ----- | ----- | ----- | ----- | ----- | ----- | ----- | ----- | ----- | ----- | ----- | ----- | ----- | ----- | ----- | ----- | ----- | ---- | ---- | ---- | ---- | ---- | ---- |
|      |      | 9089 | 16822 | 26682 | 37398 | 37802 | 33407 | 33237 | 31521 | 27400 | 21595 | 20802 | 19024 | 17925 | 16128 | 14589 | 12358 | 11162 | 10953 | 14575 |      |      |      |      |      |      |